# Abbeystead House
Abbeystead House est une grande maison de campagne à l'est du village d'Abbeystead, Lancashire, Angleterre, à environ 12 km (7 milles) au sud-est de Lancaster. Il est enregistré dans la liste du patrimoine national pour l'Angleterre comme Bâtiment classé II.

## Histoire
Abbeystead House est construit en 1886 comme pavillon de chasse pour William Molyneux, 4e comte de Sefton. Il est conçu par le cabinet d'architectes Chester Douglas & Fordham, qui ajoute des salles d'armes à feu et de billard en 1894 . Le domaine détient le record du plus gros tir de tétras en une journée, lorsque le 12 août 1915, 2 929 oiseaux sont abattus par huit canons (tireurs) .
En 1980, le domaine d'Abbeystead, totalisant 18 000 acres (72,84341556 km2) et comprenant la maison, est acheté par une fiducie détenue par la famille du duc de Westminster.

## Architecture
La maison est construite en moellons de grès avec des toits en ardoise de style élisabéthain. Son plan est en forme de L, avec des rangées sud et est enserrant en partie une cour. La rangée sud forme le bloc principal tandis que la rangée est est l'aile de service qui comprend une tour crénelée de quatre étages. A l'est de la maison principale, des dépendances forment une seconde cour. La rangée sud a deux étages plus des greniers et est accessible par un porche sur son côté nord. La façade du front nord (d'entrée) est irrégulière, et se compose de cinq travées, dont trois en saillie vers l'avant et sont surmontées de pignons de différentes tailles avec fleurons en boule. La façade comprend également des fenêtres à meneaux et à impostes, une lucarne, et une paire d'arcs en plein cintre en rez-de-chaussée de la travée droite. La porte extérieure du porche a un arc Tudor avec les armes Molyneux sculptés au-dessus; il est flanqué de petites tourelles à un étage.
La façade sud (jardin) comporte également cinq travées, dont trois sont en saillie vers l'avant et deux sont à pans coupés. La façade contient à nouveau des fenêtres à meneaux et à impostes et chaque travée a un pignon avec un fleuron en boule. De hautes cheminées en briques s'élèvent des toits. A l'intérieur, le hall d'entrée possède deux cheminées avec trumeaux lambrissés ; l'un des panneaux porte une sculpture des armes de Molyneux. Au fond de la salle se trouve une arcade en bois et l'escalier est à balustres .

## Bâtiments associés
En même temps que la construction d'Abbeystead House, Douglas et Fordham conçoivent deux pavillons pour le domaine . Lancaster Lodge se dresse au début de l'allée menant à la maison. Il a un plan en forme de L et est de style "tranquillement élisabéthain" . C'est un Bâtiment classé II . York Lodge se trouve à 0,5 milles (1 km) à l'est sur la route de Dunsop Bridge  et est également classé Grade II . En 1891-1892, les mêmes architectes construisent des écuries et une paire de cottages attenants pour la maison .